# HMS Dreadnought (S101)
L'HMS Dreadnought (pennant number S101), settima unità della Royal Navy a portare questo nome è stato il primo SSN britannico, avente lo stesso nome della prima nave da battaglia monocalibro della Royal Navy, per segnare l'importanza della nuova unità. Costruito nei cantieri Vickers Armstrong di Barrow-in-Furness, venne varato dalla regina Elisabetta II il 21 ottobre 1960, anniversario della battaglia di Trafalgar ed entrò in servizio nell'aprile 1963, rimanendo attivo fino al 1980. Il sottomarino era equipaggiato con un reattore S3W, i cui progetti divennero disponibili come conseguenza della firma dell'US-UK Mutual Defence Agreement del 1958.